# Das Spiel mit dem Feuer
Pour plus de détails, voir Fiche technique et Distribution.
Das Spiel mit dem Feuer est un film allemand de Robert Wiene et Georg Kroll, sorti en 1921.

## Fiche technique
- Titre : Das Spiel mit dem Feuer
- Réalisation : Robert Wiene et Georg Kroll
- Scénario : Julius Horst et Alexander Engel
- Photographie : Fritz Arno Wagner
- Production : Erich Pommer
- Pays d'origine : République de Weimar
- Format : Noir et blanc - 1,33:1 - Film muet
- Date de sortie : 1921

## Distribution
- Diana Karenne
- Ossip Runitsch
- Anton Edthofer
- Hans Junkermann
- Karl Platen
- Emil Birron (en)
- Viktor Blum
- Leonhard Haskel (en)
- Emil Heyse (de)
- Max Kronert